# The Scorpion King 2: Rise of a Warrior
The Scorpion King 2: Rise of a Warrior is een Amerikaanse direct-naar-dvd-film uit 2008. De film vertelt de voorgeschiedenis van de film The Scorpion King uit 2002. De hoofdrollen worden vertolkt door Michael Copon, Karen David en Randy Couture. Dwayne "The Rock" Johnson, die in de vorige film de rol van Scorpion King speelde, werkte niet mee aan de film.

## Verhaal
Wanneer de jonge Mathayus getuige is van de dood van zijn vader door toedoen van de koning, zweert hij wraak. Hij traint om een van de sterkste en meest gevreesde krijgers ooit te worden.

## Rolverdeling
| Acteur           | Personage      | Opmerkingen     |
| ---------------- | -------------- | --------------- |
| Michael Copon    | Mathayus       |                 |
| Randy Couture    | Sargon         |                 |
| Karen David      | Layla          | als Karen David |
| Clodagh Quinlan  | Concubine      |                 |
| Amira Quinlan    | Concubine      |                 |
| Pierre Marais    | Jonge Mathayus |                 |
| Simon Quarterman | Ari            |                 |
| Chase Agulhas    | Noah           |                 |

## Vervolg
In 2012 werd de vervolgfilm The Scorpion King 3: Battle for Redemption uitgebracht.